# Płatoszyno
Płatoszyno (ros. Платошино) – wieś (sieło) w Rosji, w Kraju Permskim, w rejonie permskim. W 2010 liczyła 2458 mieszkańców.